# Dniepropetrowska Wyższa Szkoła Kultury Fizycznej
Dniepropetrowska Wyższa Szkoła Kultury Fizycznej (ukr. Дніпропетровське вище училище фізичної культури, ДВУФК) – ukraińska sportowa szkoła wyższa w Dnieprze. Uczelnia została założona w 1983 roku jako Dniepropetrowska Sportowa Szkoła-Internat (ukr. Дніпропетровська Спортивна Школа-Інтернат, ДСШІ). W Szkole Średniej uczą się dzieci VIII-XI klasów. Nauka kończy się egzaminami państwowymi (maturą). Absolwenci również potem mogą kontynuować naukę w Szkole Wyższej na 3-letnich studiach. Po ukończeniu III roku studiów student otrzymuje tytuł młodszego specjalisty (licencjata). W 1991 uczelnia przyjęła obecną nazwę.
Najbardziej znaną absolwentką uczelni jest Oksana Bajuł - łyżwiarka figurowa, pierwsza olimpijska mistrzyni niepodległej Ukrainy w 1994 w Lillehammer.

## Struktura
Oddziały (ukr. - відділи):
- gimnastyka artystyczna,
- judo,
- koszykówka,
- lekkoatletyka,
- pływanie,
- piłka nożna,
- piłka siatkowa,
- tenis stołowy,
- wioślarstwo akademiczne,
- wioślarstwo i kajakarstwo,
- zapasy (styl klasyczny i wolny).